# Eduardo Henrique da Silva
Eduardo Henrique da Silva (Limeira, São Paulo, Brasil, 17 de mayo de 1995), conocido como Eduardo, es un futbolista brasileño que juega como centrocampista en el Al-Ula F. C. de Arabia Saudita.

## Selección nacional
Fue convocado para defender la selección de Brasil en el Campeonato Sudamericano Sub-20 del 2015 que se realizó en Uruguay. Jugó 5 encuentros y clasificaron al Mundial de la categoría.

### Participaciones en categorías inferiores
| Competición                            | Sede    | Resultado  | PJ | Goles |
| -------------------------------------- | ------- | ---------- | -- | ----- |
| Campeonato Sudamericano Sub-20 de 2015 | Uruguay | Fase final | 5  | 0     |

## Estadísticas
Actualizado al 22 de mayo de 2024.
| Guarani F. C. · Brasil | 2.ª           | 2012          | 0   | 0 | 1  | 0 | 1  | 0 | 0  | 0 | 2   | 0 |
| Guarani F. C. · Brasil | Total club    | Total club    | 0   | 0 | 1  | 0 | 1  | 0 | 0  | 0 | 2   | 0 |
| Atlético Mineiro · Brasil | 1.ª           | 2014          | 12  | 0 | 5  | 0 | 1  | 0 | 0  | 0 | 18  | 0 |
| Atlético Mineiro · Brasil | 1.ª           | 2015          | 2   | 0 | 1  | 0 | 1  | 0 | 1  | 0 | 5   | 0 |
| Atlético Mineiro · Brasil | 1.ª           | 2016          | 6   | 0 | 8  | 2 | 0  | 0 | 5  | 0 | 19  | 2 |
| Atlético Mineiro · Brasil | Total club    | Total club    | 20  | 0 | 14 | 2 | 2  | 0 | 6  | 0 | 42  | 2 |
| S. C. Internacional · Brasil | 1.ª           | 2016          | 7   | 0 | —  | — | 4  | 0 | —  | — | 11  | 0 |
| S. C. Internacional · Brasil | 1.ª           | 2017          | —   | — | 3  | 0 | —  | — | —  | — | 3   | 0 |
| S. C. Internacional · Brasil | Total club    | Total club    | 7   | 0 | 3  | 0 | 4  | 0 | 0  | 0 | 14  | 0 |
| Athletico Paranaense · Brasil | 1.ª           | 2017          | 15  | 2 | —  | — | 2  | 0 | —  | — | 17  | 2 |
| Athletico Paranaense · Brasil | Total club    | Total club    | 15  | 2 | 0  | 0 | 2  | 0 | 0  | 0 | 17  | 2 |
| Belenenses SAD Portugal | 1.ª           | 2018-19       | 24  | 1 | —  | — | 5  | 1 | —  | — | 29  | 2 |
| Belenenses SAD Portugal | Total club    | Total club    | 24  | 1 | 0  | 0 | 5  | 1 | 0  | 0 | 29  | 2 |
| Sporting C. P. Portugal | 1.ª           | 2019-20       | 15  | 0 | —  | — | 2  | 0 | 5  | 0 | 22  | 0 |
| Sporting C. P. Portugal | Total club    | Total club    | 15  | 0 | 0  | 0 | 2  | 0 | 5  | 0 | 22  | 0 |
| F. C. Crotone · Italia | 1.ª           | 2020-21       | 18  | 1 | —  | — | 1  | 0 | —  | — | 19  | 1 |
| F. C. Crotone · Italia | Total club    | Total club    | 18  | 1 | 0  | 0 | 1  | 0 | 0  | 0 | 19  | 1 |
| Al-Raed Arabia Saudita | 1.ª           | 2021-22       | 29  | 0 | ―  | ― | 1  | 0 | ―  | ― | 30  | 0 |
| Al-Raed Arabia Saudita | Total club    | Total club    | 29  | 0 | 0  | 0 | 1  | 0 | 0  | 0 | 30  | 0 |
| Qingdao West Coast China | 1.ª           | 2024          | 13  | 1 | ―  | ― | 0  | 0 | ―  | ― | 13  | 1 |
| Qingdao West Coast China | Total club    | Total club    | 13  | 1 | 0  | 0 | 0  | 0 | 0  | 0 | 13  | 1 |
| Total carrera | Total carrera | Total carrera | 141 | 5 | 18 | 2 | 18 | 1 | 11 | 0 | 188 | 8 |
| (1)Incluidos los datos de la Copa de Brasil (2012, 2014, 2015), Copa de Portugal, Copa de la Liga de Portugal, Copa Italia y Copa del Rey de Campeones |               |               |     |   |    |   |    |   |    |   |     |   |

## Palmarés

### Títulos nacionales
| Título         | Club             | País   | Año  |
| -------------- | ---------------- | ------ | ---- |
| Copa de Brasil | Atlético Mineiro | Brasil | 2014 |

### Títulos regionales
| Título             | Club             | País   | Año  |
| ------------------ | ---------------- | ------ | ---- |
| Campeonato Mineiro | Atlético Mineiro | Brasil | 2015 |

### Títulos internacionales
| Título              | Club             | País   | Año  |
| ------------------- | ---------------- | ------ | ---- |
| Recopa Sudamericana | Atlético Mineiro | Brasil | 2014 |